# Tyga
Michael Ray Nguyen-Stevenson (Compton, 19 de Novembro de 1989), mais conhecido pelo seu nome artístico Tyga, é um rapper, compositor e ator norte-americano, contratado pela Young Money. Lançou seu álbum de estreia No Introduction em 2008, mas só alcançou a fama com seu segundo álbum Careless World: Rise of the Last King, em 2012, após participar do álbum We Are Young Money em 2011 com os demais artistas da Young Money e da mixtape Fan of a Fan com Chris Brown. Seu álbum chegou ao número 4 da Billboard 200 e incluía os singles "Faded", "Far Away", "Make It Nasty" é o sucesso Rack City que chegou ao número 7 na Billboard Hot 100 nos Estados Unidos. Ele lançou seu segundo álbum Hotel California em 2013, chegando ao número 7 na billboard 200.

## Biografia

### Biografia e Carreira
Michael Ray Nguyen-Stevenson nasceu em 19 de novembro de 1989, em Compton, na Califórnia. O artista é afro-americano e descendente de vietnamitas e afro-jamaicanos. Em entrevistas revelou que cresceu em um bairro pobre de sua cidade natal, o que contradiz com suas afirmações em 2008, referente a um vídeo que o mostra dizendo que cresceu em uma grande casa, na cidade de Valley Center, onde seu pais dirigiam carros de luxo. Ele respondeu sobre o vídeo no twitter dizendo - "Quando se tem 14 anos se é ambicioso, e não liga pra nada, não quer dizer que era o que vivíamos."
Lançou seu primeiro álbum independente em 2008, No Introduction que levou a música Diamond Life a trilha dos jogos Need for Speed: Undercover, e Madden NFL 2009, o que levou a assinar logo depois com a gravadora de Lil Wayne a Young Money.
Em 2011 participou do mixtape Fan of a Fan de Chris Brown em parceria com os produtores DJ Ill Will e DJ Rockstar. Possui outros artistas como Bow Wow, Lil Wayne, e Kevin McCall em destaque em várias faixas. A faixa "Deuces", que apresenta Tyga e Kevin MCcall, foi liberado do mixtape nos Estados Unidos em 29 de junho de 2010. A canção atingiu o número um dos Hot R&B/Hip-Hop Songs por sete semanas não-consecutivas, e foi um sucesso comercial chegando a ser indicada ao Grammy daquele ano.

### 2012-2013: Careless World: Rise of the Last King
Tyga lançou seu segundo álbum Careless World: Rise of the Last King em 2012. Agora conhecido pelas parcerias com Chris Brown e Lil Wayne o álbum chegou ao top 10 da Billboard 200.
O primeiro single oficial, "Far Away", foi lançado em 17 de maio de 2011 e alcançou a posição 86 na Billboard Hot 100. O segundo single oficial, "Still Got It", foi lançado em 4 de outubro de 2011. Ele alcançou a posição 89 na Billboard Hot 100. O terceiro single oficial, "Rack City", foi lançado em 6 de dezembro de 2011. Ele foi originalmente listadas na mixtape de  Tyga Well Done 2, e foi adicionada ao álbum depois que ele ganhou sucesso comercial. Ele estreou no número 91 na Billboard Hot 100, e atingiu um pico de número 8. O quarto single oficial, "Faded", foi lançado em 13 de janeiro 2012. Ele chegou na posição # 33.

## Vida Pessoal

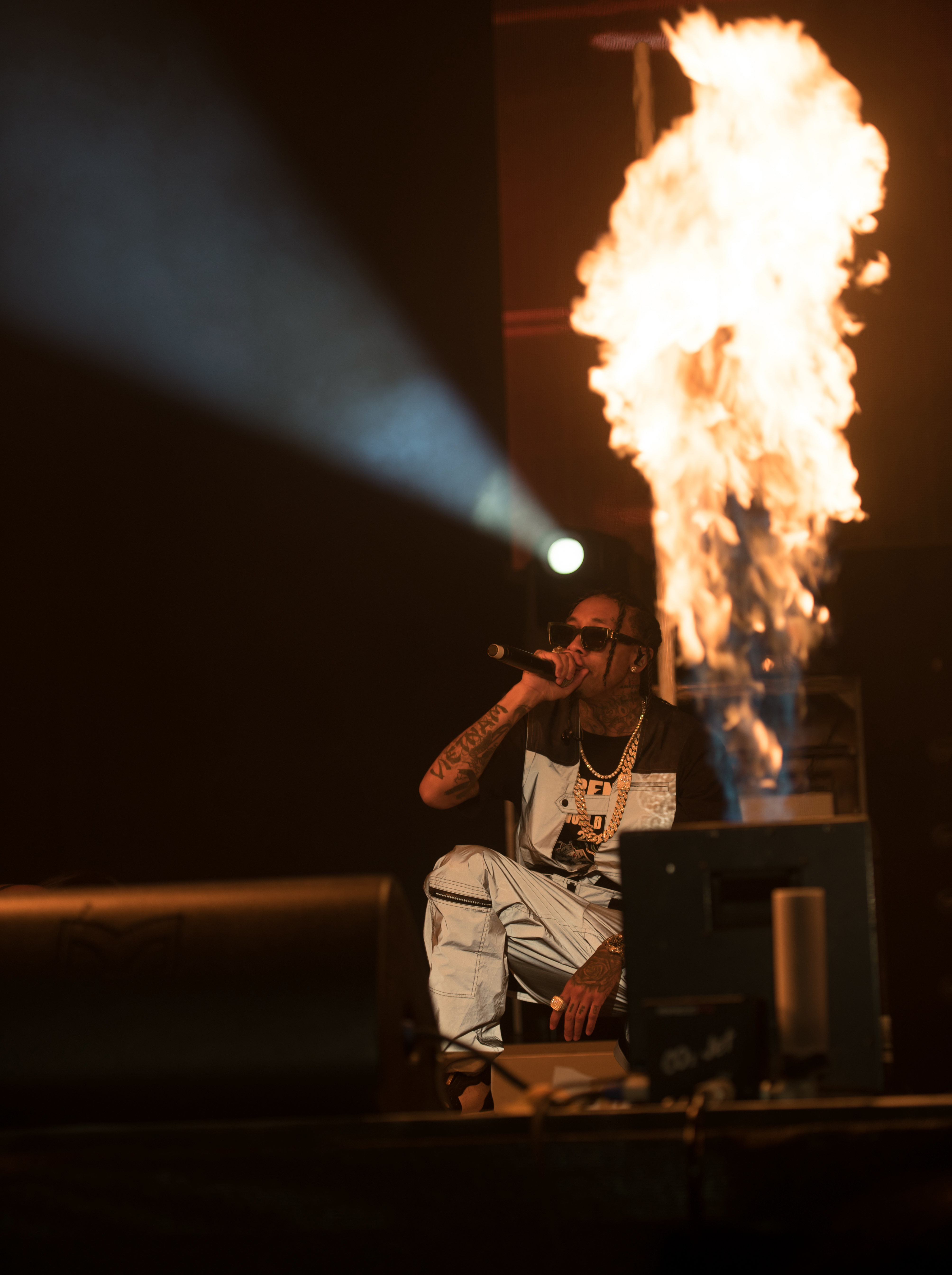
Tyga live auf dem Openair Frauenfeld 2019

Em janeiro de 2010 iniciou um relacionamento afetivo com a modelo americana Jordan Craig. Ambos casaram-se em 6 de setembro de 2010, mas divorciaram-se em março de 2011. Um mês após a separação iniciou um namoro com a socialite estadunidense Blac Chyna. Após três meses de namoro foram morar juntos. O casal manteve uma união conjugal até 2014, e tiveram um filho, King Cairo, nascido nesse mesmo ano. Ainda em 2014 Tyga iniciou um namoro com a celebridade norte-americana Kylie Jenner, com quem ficou até 2017, em um relacionamento conturbado, com indas e vindas por conta de ciúmes, e acusações mútuas de traição, onde Tyga pediu um exame de DNA da filha que Kylie Jenner teve com o novo namorado, pois desconfiava que era o pai, mas o resultado deu negativo. Sua ex-esposa Blac Chyna noivou e teve uma filha com seu ex-cunhado, Rob Kardashian. Após manter relacionamentos casuais com anônimas e famosas, circulou em 2019 com a modelo brasileira Ana Beatriz Boaretto.  Em 2023 assumiu namoro com a cantora canadense Avril Lavigne.

## Discografia

### Álbuns de estúdio
| Título                                                                                        | Detalhe do álbum | Posições em paradas músicais | Posições em paradas músicais | Posições em paradas músicais |
| Título                                                                                        | Detalhe do álbum | US                           | US R&B                       | US Rap                       |
| --------------------------------------------------------------------------------------------- | --- | ---------------------------- | ---------------------------- | ---------------------------- |
| No Introduction                                                                               | - Lançamento: 10 de junho de 2008 - Gravadora: Decaydance - Formatos: CD, digital download                            | 112                          | 25                           | 9                            |
| Careless World: Rise of the Last King                                                         | - Lançamento: 21 de fevereiro de 2012 - Gravadora: Young Money, Cash Money, Republic - Formatos: CD, digital download | 4                            | 1                            | 1                            |
| Hotel California                                                                              | - Lançamento: 9 de abril de 2013 - Gravadora: Young Money, Cash Money, Republic - Formatos: CD, digital download      | 7                            | 2                            | 1                            |
| The Gold Album: 18th Dynasty                                                                  | - Lançamento: 23 de junho de 2015 - Gravadora: Last Kings Music - Formatos: Digital download                          | —                            | 24                           | 18                           |
| BitchImTheShit2                                                                               | - Lançamento: 21 de julho de 2017 - Gravadora: Last Kings Music, Empire - Formatos: Digital download                  | 139                          | —                            | —                            |
| Kyoto                                                                                         | - Lançamento: 16 de fevereiro de 2018 - Gravadora: Last Kings Music, Empire - Formatos: Digital download              | —                            | —                            | —                            |
| Legendary                                                                                     | - Lançamento: 7 de junho de 2019 - Gravadora: Last Kings Music, Empire - Formatos: Digital Download                   | _                            | _                            | _                            |
| "—" indica que a gravação não foi incluída nas paradas ou não foi distribuída naquela região. | |                              |                              |                              |

## Singles

### Como artista principal
| Título                                                                                        | Ano  | Posições em paradas músicais | Posições em paradas músicais | Posições em paradas músicais | Certificações                                  | Álbum                                 |
| Título                                                                                        | Ano  | US                           | US R&B                       | US Rap                       | Certificações                                  | Álbum                                 |
| --------------------------------------------------------------------------------------------- | ---- | ---------------------------- | ---------------------------- | ---------------------------- | ---------------------------------------------- | ------------------------------------- |
| "Far Away" (featuring Chris Richardson)                                                       | 2011 | 86                           | 93                           | 16                           |                                                | Careless World: Rise of the Last King |
| "Still Got It" (featuring Drake)                                                              | 2011 | 89                           | 70                           | —                            |                                                | Careless World: Rise of the Last King |
| "Rack City"                                                                                   | 2011 | 7                            | 5                            | 2                            | - RIAA: 4x Platinum - ARIA: Gold - BPI: Silver | Careless World: Rise of the Last King |
| "Faded" (featuring Lil Wayne)                                                                 | 2012 | 33                           | 19                           | 7                            | - RIAA: 2× Platinum                            | Careless World: Rise of the Last King |
| "Make It Nasty"                                                                               | 2012 | 91                           | 77                           | 23                           | - RIAA: Gold                                   | Careless World: Rise of the Last King |
| "Dope" (featuring Rick Ross)                                                                  | 2013 | 68                           | 19                           | 15                           | - RIAA: Gold                                   | Hotel California                      |
| "For the Road" (featuring Chris Brown)                                                        | 2013 | —                            | 39                           | —                            |                                                | Hotel California                      |
| "Show You" (featuring Future)                                                                 | 2013 | —                            | 55                           | —                            |                                                | Hotel California                      |
| "Wait for a Minute" (with Justin Bieber)                                                      | 2013 | 68                           | 24                           | —                            |                                                | Non-album singles                     |
| "Hookah" (featuring Young Thug)                                                               | 2014 | 85                           | 24                           | 17                           | - RIAA: Gold                                   | Non-album singles                     |
| "Hollywood Niggaz"                                                                            | 2015 | —                            | —                            | —                            |                                                | The Gold Album: 18th Dynasty          |
| "Pleazer" (featuring Boosie Badazz)                                                           | 2015 | —                            | —                            | —                            |                                                | The Gold Album: 18th Dynasty          |
| "Gone Too Far"                                                                                | 2016 | —                            | —                            | —                            |                                                | BitchImTheShit2                       |
| "1 of 1"                                                                                      | 2016 | —                            | —                            | —                            |                                                | BitchImTheShit2                       |
| "Feel Me" (featuring Kanye West)                                                              | 2017 | —                            | 48                           | —                            |                                                | BitchImTheShit2                       |
| "100's" (featuring Chief Keef and AE)                                                         | 2017 | —                            | —                            | —                            |                                                | BitchImTheShit2                       |
| "Eyes Closed"                                                                                 | 2017 | —                            | —                            | —                            |                                                | BitchImTheShit2                       |
| "Flossin" (featuring King)                                                                    | 2017 | —                            | —                            | —                            |                                                | BitchImTheShit2                       |
| "Move to L.A." (featuring Ty Dolla Sign)                                                      | 2017 | —                            | —                            | —                            |                                                | BitchImTheShit2                       |
| "Boss Up"                                                                                     | 2017 | —                            | —                            | —                            |                                                | Kyoto                                 |
| "Temperature"                                                                                 | 2017 | —                            | —                            | —                            |                                                | Kyoto                                 |
| "U Cry"                                                                                       | 2018 | —                            | —                            | —                            |                                                | Kyoto                                 |
| "—" indica que a gravação não foi incluída nas paradas ou não foi distribuída naquela região. |      |                              |                              |                              |                                                |                                       |

### Como artista convidado
| Título                                                                                        | Ano  | Posições em paradas músicais | Posições em paradas músicais | Posições em paradas músicais | Certificações                                              | Álbum                                 |
| Título                                                                                        | Ano  | US                           | US R&B                       | US Rap                       | Certificações                                              | Álbum                                 |
| --------------------------------------------------------------------------------------------- | ---- | ---------------------------- | ---------------------------- | ---------------------------- | ---------------------------------------------------------- | ------------------------------------- |
| "Deuces" (Chris Brown featuring Tyga and Kevin McCall)                                        | 2010 | 14                           | 1                            | —                            | - RIAA: 2× Platinum                                        | F.A.M.E.                              |
| "Loyalty" (Birdman featuring Lil Wayne and Tyga)                                              | 2010 | —                            | 61                           | 25                           |                                                            | Non-album singles                     |
| "Keisha" (Jawan Harris featuring Tyga)                                                        | 2011 | —                            | 91                           | —                            |                                                            | Non-album singles                     |
| "Ayy Ladies" (Travis Porter featuring Tyga)                                                   | 2012 | 53                           | 9                            | 7                            | - RIAA: Gold                                               | From Day 1                            |
| "Get Low" (Waka Flocka Flame featuring Nicki Minaj, Tyga and Flo Rida)                        | 2012 | 72                           | 67                           | 25                           |                                                            | Triple F Life: Friends, Fans & Family |
| "Celebration" (Game featuring Chris Brown, Tyga, Wiz Khalifa and Lil Wayne)                   | 2012 | 81                           | 24                           | 19                           |                                                            | Jesus Piece                           |
| "So Many Girls" (DJ Drama featuring Tyga, Wale and Roscoe Dash)                               | 2013 | 90                           | 30                           | —                            |                                                            | Quality Street Music                  |
| "Reason to Hate" (DJ Felli Fel featuring Ne-Yo, Tyga and Wiz Khalifa)                         | 2013 | —                            | 58                           | —                            |                                                            | Non-album single                      |
| "Bubble Butt" (Major Lazer featuring Bruno Mars, Tyga and Mystic)                             | 2013 | 56                           | 17                           | 13                           | - RIAA: Gold                                               | Free the Universe                     |
| "Iz U Down" (Kid Ink featuring Tyga)                                                          | 2013 | —                            | 57                           | —                            |                                                            | My Own Lane                           |
| "Loyal" (Chris Brown featuring Lil Wayne and Tyga)                                            | 2014 | 9                            | 5                            | —                            | - RIAA: Platinum - ARIA: Gold - BPI: Gold                  | X                                     |
| "Bend Ova" (Lil Jon featuring Tyga)                                                           | 2014 | 92                           | —                            | 19                           |                                                            | Non-album singles                     |
| "Collide" (Justine Skye featuring Tyga)                                                       | 2014 | —                            | 38                           | —                            |                                                            | Non-album singles                     |
| "Do It Again" (Pia Mia featuring Chris Brown and Tyga)                                        | 2015 | 71                           | —                            | —                            | - RIAA: Gold - ARIA: Platinum - RMNZ: Platinum - BPI: Gold | Non-album singles                     |
| "Kream" (Iggy Azalea featuring Tyga)                                                          | 2018 | 96                           | —                            | —                            |                                                            | Survive the Summer                    |
| "—" indica que a gravação não foi incluída nas paradas ou não foi distribuída naquela região. |      |                              |                              |                              |                                                            |                                       |

## Filmografia

### Cinema
| Ano  | Título                        | Papel     |
| ---- | ----------------------------- | --------- |
| 2012 | Mac & Devin Go to High School | Aluno     |
| 2015 | Dope                          | De'Andre  |
| 2015 | November Rule                 | Ele mesmo |
| 2016 | Barbershop: The Next Cut      | Yummy     |
| 2016 | Boo! A Madea Halloween        | Ele mesmo |
| 2017 | Once Upon a Time in Venice    | Salvatore |

### Televisão
| Ano  | Título            | Papel   | Notas       |
| ---- | ----------------- | ------- | ----------- |
| 2019 | Scream            | Jamal   | 6 episódios |
| 2021 | The Masked Singer | Dálmata | 2 episódios |